# Leprolochus
Leprolochus is een geslacht van spinnen uit de familie mierenjagers (Zodariidae).

## Soorten
Het geslacht kent de volgende soorten:
- Leprolochus birabeni Mello-Leitão, 1942
- Leprolochus levergere Lise, 1994
- Leprolochus mucuge Lise, 1994
- Leprolochus oeiras Lise, 1994
- Leprolochus parahybae Mello-Leitão, 1917
- Leprolochus spinifrons Simon, 1893
- Leprolochus stratus Jocqué & Platnick, 1990